# Canon
Canon (jap. キャノン株式会社) je japanska multinacionalna kompanija, koja je se bavi proizvodnjom optičkih instrumenata, kamera, fotoaparata, fotopapira, printera i slične tehnike. Središte kompanije je u Tokiju, Japan.

## Povijest
Canon je počeo kao tvrtka s nekoliko zaposlenih ljudi. Uskoro je postala veliki proizvođač fotoaparata, a sada je globalna multimedijalna kompanija. 
1930. godine Goro Yoshida i Saburo Uchida osnovali su tvrtku Precision Optical Instruments Laboratory, prethodnik Canona. Tvrtku je financirala Takeshi Mitarai, bliska prijateljica Ushida. Osnovni cilj bio je razviti 35mm fotoaparat. 
U lipnju 1934 su izdali svoj prvi fotoaparat, Kwanon. Međutim došlo je do problema, tvrtka Precision Optical Instruments Laboratory razvila je vrlo lošu leću. Pomoć su zatražili od korporacije poznate kao Nippon Kogaku Kogyo (prethodnik Nikona) koji koriste svoje Nikkor leće. Tako je u veljači 1936 Precision Optical Instruments Laboratory proizveo Hansa Canon (stansardni model s Nikkor 50 mm f/3.5 objektivom).
Sljedeće, 1937-e godine naziv tvrtke promijenjen u Canon te je osnovana trenutno korporacija.

## Proizvodi

### Digitalni fotoaparati
Canon proizvodi nekoliko serija fotoaparata:
- Powershot serija (kompaktni uređaji za "široku potrošnju"; na engleskom govornom području te uređaju nazivaju consumer & prosumer, uobičajen je optički zoom 2-4x)
- Powershot G serija - kompaktni fotoaparat kojeg obilježava optički zoom od 6x i mogućnost snimanja RAW fotografija
- Digital IXUS serija - ultrakompaktni uređaji s karakteristikama u rangu Powershot uređaja
- EOS serija - SLR fotoaparati

### Ostali proizvodi
Uz fotoaparate, Canon proizvodi i pisače (kako laserske tako i ink-jet), skenere, fotopapire itd.